# Premios Saturn
Los  Premios Saturn son galardones entregados anualmente por la Academia de Ciencia Ficción, Fantasía y Películas de terror de Estados Unidos desde 1972 a películas tanto de cine como de televisión. Es similar a los Óscar o los Globos de Oro, en el sentido de que es votado por una academia en múltiples categorías, que van desde mejor película (en tres diferentes opciones, fantasía, ciencia ficción o terror) hasta mejor director, guion, actor, etcétera.
En sus principios fue conocido como Rollo Dorado (Golden Scroll, en inglés) debido a que la estatuilla que se otorga como premio representa al planeta Saturno rodeado por sus anillos transformados en una cinta de celuloide.

## Historia
Los Premios Saturn fueron creados por Donald A. Reed en 1972, quien sintió que las películas dentro de los géneros de ciencia ficción y fantasía nunca recibirían la apreciación que merecían en aquel momento. La forma del premio es una representación del planeta Saturno, con sus anillos compuestos de película fotográfica.
Los Premios Saturn son votados por miembros de la Academia que los presenta. Dicha academia es una organización sin fines de lucro con membresía abierta al público. Los primeros premios fueron presentados en 1972 por William Shatner.[cita requerida]
A pesar de que aún nominan películas y series de TV en las categorías de ciencia ficción, fantasía y horror principalmente, los Premios Saturn también han reconocido producciones de géneros dramáticos estándar. Además, hay premios especiales por la destacada trayectoria en el ámbito. Los 42.os Premios Saturn fueron llevados a cabo el 22 de junio de 2016 en Burbank, California.

## Categorías premiadas

### Premios especiales
- Premio en memoria de George Pal
- Premio a la vida profesional
- Premio en memoria del Presidente

### Cine
- Mejor adaptación de cómic a película
- Mejor película de ciencia ficción
- Mejor película de fantasía
- Mejor película de terror
- Mejor película de acción o aventuras
- Mejor película animada
- Mejor película internacional
- Mejor director
- Mejor actor
- Mejor actriz
- Mejor actor de reparto
- Mejor actriz de reparto
- Mejor intérprete joven
- Mejor guion de cine
- Mejor banda sonora
- Mejor maquillaje
- Mejor vestuario
- Mejores efectos especiales
- Mejor diseño de producción
- Mejor montaje

### Televisión
- Mejor serie de televisión
- Mejor serie de cable
- Mejor presentación en televisión
- Mejor actor en televisión
- Mejor actriz en televisión
- Mejor actor de reparto en televisión
- Mejor actriz de reparto en televisión
- Mejor estrella invitada en televisión

### Video
- Mejor lanzamiento en DVD
- Mejor lanzamiento de edición especial en DVD
- Mejor lanzamiento de película clásica en DVD
- Mejor colección de películas en DVD
- Mejor lanzamiento de serie de televisión en DVD
- Mejor serie de televisión retro en DVD

## Resultados anuales
| - 1972: 1.os Premios Saturn - 1973: 2.os Premios Saturn - 1974/75: 3.os Premios Saturn - 1976: 4.os Premios Saturn - 1977: 5.os Premios Saturn - 1978: 6.os Premios Saturn - 1979: 7.os Premios Saturn - 1980: 8.os Premios Saturn - 1981: 9.os Premios Saturn - 1982: 10.os Premios Saturn - 1983: 11.os Premios Saturn - 1984: 12.os Premios Saturn - 1985: 13.os Premios Saturn - 1986: 14.os Premios Saturn - 1987: 15.os Premios Saturn - 1988: 16.os Premios Saturn - 1989/90: 17.os Premios Saturn - 1991: 18.os Premios Saturn - 1992: 19.os Premios Saturn - 1993: 20.os Premios Saturn - 1994: 21.os Premios Saturn - 1995: 22.os Premios Saturn - 1996: 23.os Premios Saturn | - 1997: 24.os Premios Saturn - 1998: 25.os Premios Saturn - 1999: 26.os Premios Saturn - 2000: 27.os Premios Saturn - 2001: 28.os Premios Saturn - 2002: 29.os Premios Saturn - 2003: 30.os Premios Saturn - 2004: 31.os Premios Saturn - 2005: 32.os Premios Saturn - 2006: 33.er Premios Saturn - 2007: 34.os Premios Saturn - 2008: 35.os Premios Saturn - 2009: 36.os Premios Saturn - 2010: 37.os Premios Saturn - 2011: 38.os Premios Saturn - 2012: 39.os Premios Saturn - 2013: 40.os Premios Saturn - 2014: 41.os Premios Saturn - 2015: 42.os Premios Saturn - 2016: 43.os Premios Saturn - 2017: 44.os Premios Saturn - 2018: 45.os Premios Saturn - 2019-2020: 46.os Premios Saturn - 2021: 47.os Premios Saturn - 2022: 48.os Premios Saturn |